# Група радянських військових фахівців у Китаї
Група радянських військових фахівців у Китаї (кит.: 一群在中国的苏联军事专家) — працювала з початку 1920-х до кінця 1960-х[уточнити].

## Історія
Першу групу радянських військових фахівців — слухачів Академії Штабу РСЧА було направлено до Південного Китаю влітку 1923. Надалі, перебуваючи у службових відрядженнях у Китаї, радянські військові фахівці займалися створенням та навчанням китайських збройних сил у різні періоди китайської державності: Національно-революційної армії, Нової армії, Народно-визвольної армії.
Крім того, радянські військспеці (кит.: 苏联军事专家) надавали пряму військову допомогу Китаю у відображенні японської агресії в роки Другої світової війни, у боротьбі з Гоміньданом під час другого етапу Громадянської війни в Китаї та в період післявоєнної напруженості.